# Мриголод
Мриголод (пол. Mrzygłód) — Долинянське село в Польщі, у гміні Сянік Сяноцького повіту Підкарпатського воєводства.
Населення — 422 особи (2011).

## Назва
У середньовіччі населений пункт був відомий як містечко Тирава — цю назву словацький історик XIX ст. Павел Шафарик пов'язував з тиверцями, які мігрували на Галичину внаслідок набігів кочівників.
З 1616 р. вживаються паралельно назви Мриголод і Містечко.

## Розташування
Знаходиться за 10 км на північному сході від Сяніка і 50 км на південний схід від Ряшева на лівому березі Сяну.

## Історія
У 1340-1772 рр. Мриголод належав до Сяноцької землі Руського воєводства. У 1425 р. Мриголод одержав Магдебурзьке право і став містом. Місто було центром Мриголодського староства, до якого входили 20 сіл.
Після першого поділу Речі Посполитої в 1772 році містечко увійшло до складу Австро-Угорщини — провінція Королівство Галичини та Володимирії, з 1783 року — до Сяноцького округу, з 1867 р. включене до Сяніцького повіту.
У 1885 р. містечко мало 623 жителі (145 греко-католиків, 349 римо-католиків і 123 юдеї); була дерев’яна греко-католицька церква (колишня парафіяльна, потім належала до парафії Гломча Бірчанського деканату Перемишльської єпархії). У 1901 р. змурована нова церква Успіння Пресвятої Богородиці.
У 1919 р. Мриголод окупований польськими військами і втратив статус міста. Село належало до Сяніцького повіту Львівського воєводства.
В 1939 р. в селі було 720 жителів — 55 українців, 615 поляків і 50 євреїв.
До виселення українців у 1945 році в СРСР та депортації в 1947 році в рамках акції Вісла греко-католики належали до парафії Гломча Сяніцького деканату Апостольської адміністрації Лемківщини.
У 1975-1998 роках село належало до Кросненського воєводства.

## Демографія
Демографічна структура станом на 31 березня 2011 року:
|          | Загалом | Допрацездатний вік | Працездатний вік | Постпрацездатний вік |
| -------- | ------- | ------------------ | ---------------- | -------------------- |
| Чоловіки | 215     | 39                 | 143              | 33                   |
| Жінки    | 207     | 35                 | 115              | 57                   |
| Разом    | 422     | 74                 | 258              | 90                   |

## Пам’ятки
- Колишня церква Успіння Пресвятої Богородиці (після виселення українців використовувалась як склад та громадський туалет).